# Thank U, Next (singolo)
Thank U, Next è un singolo della cantante statunitense Ariana Grande, pubblicato il 3 novembre 2018 come primo estratto dal quinto album in studio omonimo.

## Descrizione
Si tratta di un brano pop e R&B suonato in chiave di Re bemolle maggiore a tempo di 107 battiti al minuto. È stato scritto dalla stessa cantante in collaborazione con Michael Foster, Taylor Monet Parks, Tommy Brown, Charles Anderson e Victoria Monét; questi ultimi tre ne sono anche i produttori. Nella sua produzione, presenta elementi di synth pop.
Il testo tratta dell'importanza della cantante di essere single, dopo le passate relazioni avute con Pete Davidson, Mac Miller, Big Sean e Ricky Álvarez. Inoltre, durante un'intervista Grande ha rivelato che «thank u, next» (grazie, il prossimo) è una frase che lei e la sua amica cantautrice Victoria Monét usano frequentemente.

## Promozione
Grande ha eseguito il brano insieme alle sue co-scrittrici Victoria Monét e Tayla Parx all'Ellen DeGeneres Show il 7 novembre 2018. La performance ha reso omaggio al film preferito di Grande, Il club delle prime mogli (1996), ricreando una scena in cui le tre protagoniste «vestite con abiti bianchi si uniscono per cantare un inno di libertà sulla scia di una rottura che cambia la vita, proponendo un addio agli uomini del loro passato e inaugurando una nuova era di indipendenza e crescita personale». Inoltre, la cantante ha eseguito la canzone il 6 dicembre 2018 all'evento Women in Music di Billboard, dove ha ricevuto il premio Donna dell'anno.

## Accoglienza
Thank U, Next ha ricevuto recensioni generalmente positive da parte dei critici musicali. Hugh McIntyre di Forbes ha detto che la canzone è «orecchiabile pur essendo straziante; può sembrare semplice al primo ascolto, ma quando si assimilano i testi e il contesto, diventa chiaro che è un bellissimo pezzo musicale». Markos Papadatos del Digital Journal ha detto che è un «inno alla gratitudine, un inno per un nuovo inizio, dove la cantante non ha paura di essere schietta e vulnerabile; la vulnerabilità di Grande è la ricompensa dell'ascoltatore». Ha anche detto che la canzone è «sensuale, catartica ed espressiva» e ha elogiato la voce ansimante di Grande come «pura e celestiale», evidenziando come il trono del pop sia ancora suo. Quinn Moreland di Pitchfork ha elogiato la capacità di Grande di parlare delle sue relazioni passate con serenità: «È una dimostrazione espressiva di forza interiore e autoconsapevolezza». Spencer Kornhaber di The Atlantic, ha spiegato come il brano riesca a mettere in risalto la proprietà di Grande non solo dei pettegolezzi sulle sue rotture, ma anche «della sua vita romantica, la sua crescita come persona e la sua carriera come creatrice di canzoni orecchiabili di grande ispirazione». Brittany Spanos di Rolling Stone ha detto che, a dispetto del titolo, il brano è «sorprendentemente gentile» e ha elogiato Grande per aver pubblicato una delle pochissime canzoni pop per promuovere in realtà il vero amore per se stessi. Megan Reynolds di Jezebel ha dichiarato che la canzone non è «l'inno di un amante respinto, che cerca di distruggere tutto sul suo cammino. Al contrario, è una narrativa motivazionale alimentata dalla meschinità».
Vulture ha nominato Thank U, Next come miglior canzone del 2018: «piuttosto che eliminare il dolore del ricordo, Grande valuta il danno e ricostruisce da zero, riaccendendo la sua relazione più cruciale: Ariana e Ariana. Così il 2018 sarà ricordato come l'anno in cui Ariana Grande è entrata nell'immortalità pop». La rivista Time ha eletto Thank U, Next la terza migliore del 2018. La National Public Radio l'ha nominato come quarto miglior brano del 2018, dicendo che «Grande mostra perché è la vera erede del suo modello Mariah Carey: non per le sue note alte, che nel brano non sono presenti, ma per il modo in cui balla come una farfalla attraverso i testi più scuri». The Guardian l'ha classificata al sesto posto tra le sue 100 migliori canzoni del 2018. Inoltre, è stata nominata come ottava miglior canzone del 2018 da Pitchfork e come quarta da Billboard. Insider l'ha definita la diciottesima miglior canzone del decennio.

## Video musicale
Il video musicale, diretto da Hannah Lux Davis, è stato trasmesso in anteprima il 30 novembre 2018 su YouTube Premium. Con 50,3 milioni di visualizzazioni accumulate su YouTube in 24 ore, ha superato il record precedentemente detenuto dai BTS con quello di Idol per il video più visualizzato sulla piattaforma nell'arco di una giornata. È diventato anche il video Vevo più veloce a raggiungere 100 milioni di visualizzazioni su YouTube in soli 3 giorni e 10 ore, superando Look What You Made Me Do di Taylor Swift, che ha impiegato altre due ore per raggiungere tale traguardo.

### Antefatti
La pianificazione del video musicale è iniziata molto prima che la canzone venisse pubblicata. Durante il lavoro sul videoclip di Grande per Breathin, la regista Hannah Lux Davis ha ascoltato una demo di Thank U, Next e le è piaciuta molto. Infatti, sia Davis che Grande hanno iniziato fin da subito a proporre concetti per il video, tirando fuori il loro amore per film come Mean Girls e Ragazze nel pallone. La produzione è iniziata immediatamente dopo la pubblicazione del videoclip di Breathin.
Grande ha iniziato a pubblicare anteprime del video musicale sul suo account Instagram a partire dal 20 novembre, con immagini di lei e dei suoi amici insieme a citazioni del film Mean Girls. Più tardi quel giorno, ha condiviso più immagini con riferimenti al film La rivincita delle bionde, tra cui una foto con l'attrice Jennifer Coolidge, che ha recitato in quest'ultimo film. Il 22 novembre Grande ha pubblicato una foto di se stessa nei panni di una cheerleader, insieme a una citazione del film Ragazze nel pallone, mentre cinque giorni più tardi ha pubblicato un video anteprima con camei del cantautore Troye Sivan, delle youtuber Colleen Ballinger e Gabriella DeMartino, degli attori di Mean Girls Jonathan Bennett e Stefanie Drummond, e delle ex co-star di Victorious Elizabeth Gillies, Daniella Monet e Matt Bennett.

### Sinossi
Il videoclip inizia con un'introduzione con le youtuber Colleen Ballinger e Gabi DeMartino, gli attori statunitensi Jonathan Bennett e Stefanie Drummond, il ballerino di Grande Scott Nicholson e il cantante australiano Troye Sivan. Viene mostrato il titolo Thank U, Next con lo stesso font del logo del film Mean Girls del 2004. In seguito, è mostrato in primo piano un libro, simile all'"album delle malignità" del film, contenente foto e scritte che riguardano le relazioni passate di Grande con il rapper statunitense Big Sean, l'ex ballerino della cantante Ricky Alvarez e il comico statunitense Pete Davidson. Solo Mac Miller, citato nella canzone, non è mostrato in una foto, in rispetto per la sua morte. In seguito, viene mostrata Grande come Regina George tra le Barbie – Elizabeth Gillies nel ruolo di Cady, Alexa Luria nel ruolo di Karen e Courtney Chipolone nel ruolo di Gretchen, così come Jonathan Bennett nel suo ruolo originale di Aaron – che cammina per il corridoio, nello stesso modo di una scena di Mean Girls. Successivamente, Grande balla con Gilles, Luria e Chipolone con abiti natalizi, e la madre di Regina (interpretata da Kris Jenner in riferimento al ruolo di Amy Poehler), filma il loro ballo.
La scena successiva fa riferimento al film del 2000, Ragazze nel pallone, in cui Grande nel ruolo di Torrance e Matt Bennett nel ruolo di Cliff si lavano i denti in modo simile a una scena del film. La scena poi passa a Grande che fa la cheerleader con Daniella Monet contro l'altra squadra, composta dalle cantautrici Victoria Monét e Tayla Parks, che contribuiscono ai cori del ritornello del brano. La scena si sposta in un matrimonio, dove la cantante, nei panni di Jenna, gioca con una casa delle bambole, ricordando una scena del film del 2004 30 anni in 1 secondo. La scena successiva mostra Grande mentre guida una decappottabile con la targa «7 Rings», riferimento al titolo di una canzone per il suo quinto album in studio. Nei panni di Elle Woods, esce dalla macchina con una giacca di pelle rosa con il suo cane, proprio come nel film del 2001 La rivincita delle bionde. La scena seguente mostra Grande nel salone di bellezza di Paulette (interpretata da Jennifer Coolidge nel suo ruolo originale) che parla delle relazioni passate. Il video si conclude con Kris Jenner che, mentre mantiene una fotocamera, dice «Thank u, next, bitch!» (grazie, il prossimo, stronza!).

## Tracce
Testi e musiche di Ariana Grande, Victoria Monét, Tayla Parx, Njomza Vitia, Kimberly Krysiuk, Tommy Brown, Michael Foster e Charles Anderson, eccetto dove indicato.
Download digitale
1. Thank U, Next – 3:27

7" (Stati Uniti)
- Lato A

1. Thank U, Next – 3:27

- Lato B

1. Imagine – 3:32 (Andrew Wansel, Nathan Perez, Priscilla Renea, Jameel Roberts, Ariana Grande)

## Formazione
Musicisti
- Ariana Grande – voce
- Tommy Brown – programmazione
- Charles Anderson – programmazione
- Michael Foster – programmazione
- Victoria Monét – cori

Produzione
- Tommy Brown – produzione
- Charles Anderson – produzione
- Michael Foster – produzione
- Ariana Grande – produzione parti vocali
- Victoria Monét – produzione parti vocali
- Brendan Morawski – registrazione
- Billy Hickey – registrazione
- Sean Kline – assistenza tecnica
- Șerban Ghenea – missaggio
- John Hanes – assistenza al missaggio
- Randy Merrill – mastering

## Successo commerciale

### America del Nord
Thank U, Next ha debuttato al primo posto della Billboard Hot 100 nella pubblicazione del 17 novembre 2018, diventando il suo primo singolo a raggiungere la vetta della classifica statunitense. Si tratta del 32° debutto alla prima posizione nella storia della classifica e il debutto femminile da Hello di Adele nel 2015. Thank U, Next è inoltre risultato il brano più scaricato della settimana negli Stati Uniti d'America con 81 000 copie digitali vendute, nonché quello più ascoltato sulle piattaforme di streaming con 55,5 milioni di riproduzioni. Nella sua seconda settimana, è rimasto in cima alla classifica, con 47 000 copie digitali vendute, trascorrendo di conseguenza una seconda settimana in cima alle classifiche Digital Songs e Streaming Songs con 63,4 milioni di riproduzioni. Durante la terza settimana, rimane in cima alle classifiche Hot 100 e Streaming Songs e viene certificato disco di platino dalla Recording Industry Association of America per aver venduto un milione di copie nel paese. Dopo essere sceso alla 2ª posizione nella quarta settimana, raggiunge nuovamente la 1ª posizione nella quinta settimana in seguito alla pubblicazione del video musicale. Il brano ha raccolto 93,8 milioni di riproduzioni in territorio statunitense, superando il record per il maggior numero di riproduzioni in una sola settimana da un'artista femminile, precedentemente detenuto da Taylor Swift con Look What You Made Me Do, che ha accumulato 84,5 milioni di riproduzioni nella sua settimana di debutto. In Canada, il singolo ha debuttato in vetta alla Billboard Canadian Hot 100, diventando il suo primo singolo a raggiungere la vetta della classifica canadese.

### Europa
Thank U, Next ha riscontrato un notevole successo nel continente, raggiungendo la top five di varie classifiche nazionali.
Nel Regno Unito il singolo ha raggiunto la vetta della Official Singles Chart con 73 000 copie vendute (6,7 milioni di stream inclusi), diventando il terzo singolo della cantante a raggiungere la vetta della classifica britannica. Si tratta del primo singolo femminile a debuttare al primo posto da Look What You Made Me Do di Taylor Swift nel 2017. Durante la seconda settimana, è rimasto in cima alla classifica vendendo 95 000 unità, un aumento del 30,13% rispetto alla settimana precedente. In seguito alla pubblicazione del video musicale, il singolo ha stabilito un nuovo record, raccogliendo 14,9 milioni di riproduzioni nella quinta settimana, superando Shape of You di Ed Sheeran per avere il più alto numero settimanale di ascolti nella storia della classifica.
In Irlanda, Thank U, Next ha debuttato in cima alla Irish Singles Chart, diventando la seconda canzone della Grande nel 2018 e la terza in assoluto a raggiungere la vetta della classifica irlandese.

### Oceania
Thank U, Next ha raggiunto la prima posizione delle classifiche ARIA Charts australiana e della NZ Top 40 Singles Chart neozelandese.

## Classifiche

### Classifiche settimanali
| Classifica (2018) | Posizione massima |
| ----------------- | ----------------- |
| Argentina         | 31                |
| Australia         | 1                 |
| Austria           | 4                 |
| Belgio (Fiandre)  | 7                 |
| Belgio (Vallonia) | 3                 |
| Brasile           | 84                |
| Bulgaria          | 7                 |
| Canada            | 1                 |
| Corea del Sud     | 14                |
| Croazia           | 2                 |
| Danimarca         | 3                 |
| Estonia           | 1                 |
| Finlandia         | 1                 |
| Francia           | 12                |
| Germania          | 13                |
| Grecia            | 1                 |
| Irlanda           | 1                 |
| Islanda           | 3                 |
| Italia            | 24                |
| Lettonia          | 1                 |
| Libano            | 1                 |
| Lituania          | 1                 |
| Malaysia          | 1                 |
| Norvegia          | 2                 |
| Nuova Zelanda     | 1                 |
| Paesi Bassi       | 3                 |
| Portogallo        | 1                 |
| Regno Unito       | 1                 |
| Repubblica Ceca   | 6                 |
| Romania           | 46                |
| Singapore         | 1                 |
| Slovacchia        | 3                 |
| Slovenia          | 20                |
| Spagna            | 24                |
| Stati Uniti       | 1                 |
| Svezia            | 3                 |
| Svizzera          | 7                 |
| Ungheria          | 1                 |

### Classifiche di fine anno
| Classifica (2018) | Posizione |
| ----------------- | --------- |
| Australia         | 60        |
| Paesi Bassi       | 86        |
| Regno Unito       | 68        |
| Ungheria          | 51        |
| Classifica (2019) | Posizione |
| Australia         | 34        |
| Belgio (Fiandre)  | 61        |
| Belgio (Vallonia) | 63        |
| Canada            | 11        |
| Corea del Sud     | 52        |
| Danimarca         | 88        |
| Francia           | 139       |
| Irlanda           | 33        |
| Islanda           | 45        |
| Lettonia          | 95        |
| Nuova Zelanda     | 29        |
| Portogallo        | 60        |
| Regno Unito       | 30        |
| Stati Uniti       | 12        |
| Ungheria          | 63        |

### Classifiche di fine decennio
| Classifica (2010-19) | Posizione |
| -------------------- | --------- |
| Stati Uniti          | 75        |